# Lorne Henning
Lorne Edward Henning (* 22. Februar 1952 in Melfort, Saskatchewan) ist ein ehemaliger kanadischer Eishockeyspieler und -trainer sowie derzeitiger -funktionär. Der Center bestritt in seiner aktiven Karriere zwischen 1972 und 1981 über 600 Spiele für die New York Islanders in der National Hockey League und gewann mit dem Team zweimal den Stanley Cup. Anschließend betreute er unter anderem die Minnesota North Stars sowie die Islanders als Cheftrainer und war bei weiteren NHL-Teams als Assistenztrainer beschäftigt. Später war er in verschiedenen Funktionen für die Vancouver Canucks tätig, bevor er im Jahre 2020 als Scout von den Seattle Kraken verpflichtet wurde.

## Karriere

### Als Spieler
Lorne Henning begann seine Juniorenkarriere in seiner Heimat Saskatchewan bei den Estevan Bruins aus der Western Canada Hockey League (WCHL), der höchsten Nachwuchsspielklasse der Region. In der Saison 1970/71 erzielte der Center 130 Scorerpunkte in 66 Spielen und wurde daher ins Second All-Star Team gewählt sowie mit der Brad Hornung Trophy als fairster Spieler der Liga ausgezeichnet. Nachdem er mit den Bruins nach New Westminster gewechselt war, wählten ihn die New York Islanders im NHL Amateur Draft 1972 an 17. Position aus.
Von wenigen Einsätzen bei den New Haven Nighthawks in der American Hockey League sowie den Fort Worth Wings in der Central Hockey League abgesehen etablierte sich Henning in der Folge prompt in der National Hockey League (NHL). Bei den Islanders übernahm er im Laufe der folgenden Spielzeiten vor allem defensive Aufgaben, so wurde er beispielsweise regelmäßig im Unterzahlspiel eingesetzt. Seine beste Offensivstatistik erzielte der Angreifer mit 33 Punkten aus 73 Spielen in der Saison 1978/79, bevor er mit der Mannschaft in den Playoffs 1980 den ersten Stanley Cup der Franchise-Geschichte gewann. Diesen Erfolg wiederholte er mit den Islanders im Jahr darauf, wobei der Kanadier bereits zeitweise als Assistenztrainer tätig war und in der gesamten Saison nur zehn Partien absolvierte. Nach der Spielzeit 1980/81 beendete Henning seine aktive Karriere, in der er in der NHL insgesamt 624 Spiele bestritten und dabei 198 Scorerpunkte verzeichnet hatte.

### Als Trainer
Direkt mit dem Ende seiner aktiven Laufbahn war Henning weiterhin als Assistenztrainer bei dem Team tätig und gewann in dieser Funktion zwei weitere Stanley Cups, sodass er bei allen vier aufeinander folgenden Meisterschaften in der Dynastie der Isles vertreten war. 1984 übernahm er die Position des Cheftrainers bei den Springfield Indians aus der AHL, dem neuen Farmteam New Yorks, bevor er bereits nach einem Jahr in die NHL zurückkehrte und zum neuen Headcoach der Minnesota North Stars ernannt wurde. Die North Stars führte er in seinem ersten Jahr in die Playoffs, verpasste diese jedoch in seiner zweiten Spielzeit und wurde noch zwei Spiele vor dem Ende der regulären Saison entlassen. Nach einem kurzen Hiatus kehrte der Kanadier 1989 als Assistent zu den Islanders zurück und übernahm auch dort nach weiteren fünf Jahren die Position des Cheftrainers. Die durch den Lockout verkürzte Saison 1994/95 beendete das Team unter seiner Leitung auf dem letzten Platz der Division, sodass er nach einer Spielzeit durch Mike Milbury ersetzt wurde.
Anschließend übernahm Henning für drei Jahre als Assistenztrainer bei den Chicago Blackhawks, bevor er 1999 ein letztes Mal zu den Islanders zurückkehrte, als er als Assistent von Butch Goring engagiert wurde und diesen nach dessen Entlassung zum Ende der Saison 2000/01 interimsweise ersetzte. Nach zwei weiteren Jahren als Assistenztrainer bei den Mighty Ducks of Anaheim und dem danach folgenden Lockout der Saison 2004/05 zog sich Henning aus dem Trainergeschäft zurück und wechselte sukzessive ins Management.

### Als Funktionär
Nach einem Jahr als Scout bei den Vancouver Canucks wurde Henning dort zur Saison 2006/07 zum Director of Player Personnel ernannt, bevor er 2008 zum Assistenten des General Managers aufstieg. In dieser Funktion erreichte er mit den Canucks das Stanley-Cup-Finale 2011, unterlag dort allerdings den Boston Bruins. Nach der Saison 2014/15 endete seine Zeit in Vancouver, sodass er im Jahre 2016 als neuer Sportdirektor beim Genève-Servette HC aus der Schweizer National League A vorgestellt wurde. Dort leitete er fortan gemeinsam mit Chris McSorley und Mike Gillis die sportlichen Geschicke des Vereins. Nach zwei Jahren in der Schweiz schloss er sich als Berater dem IK Pantern aus der Allsvenskan an, ehe er im Jahre 2020 als Scout für die Seattle Kraken nach Nordamerika zurückkehrte.

## Erfolge und Auszeichnungen
| - 1971 Brad Hornung Trophy - 1971 WCHL Second All-Star Team - 1980 Stanley-Cup-Gewinn mit den New York Islanders | - 1981 Stanley-Cup-Gewinn mit den New York Islanders - 1982 Stanley-Cup-Gewinn mit den New York Islanders (als Assistenztrainer) - 1983 Stanley-Cup-Gewinn mit den New York Islanders (als Assistenztrainer) |

## Karrierestatistik

### Spielerstatistik
(Legende zur Spielerstatistik: Sp oder GP = absolvierte Spiele; T oder G = erzielte Tore; V oder A = erzielte Assists; Pkt oder Pts = erzielte Scorerpunkte; SM oder PIM = erhaltene Strafminuten; +/− = Plus/Minus-Bilanz; PP = erzielte Überzahltore; SH = erzielte Unterzahltore; GW = erzielte Siegtore; 1 Play-downs/Relegation; Kursiv: Statistik nicht vollständig)

### NHL-Trainerstatistik
(Legende zur Trainerstatistik: Sp oder GC = Spiele insgesamt; W oder S = erzielte Siege; L oder N = erzielte Niederlagen; T oder U = erzielte Unentschieden; OTL oder OTN = erzielte Niederlagen nach Overtime oder Shootout; Pts oder Pkt = erzielte Punkte; Pts% oder Pkt% = Punktquote; Win% = Siegquote; Resultat = erreichte Runde in den Play-offs)